# Canción del bosque

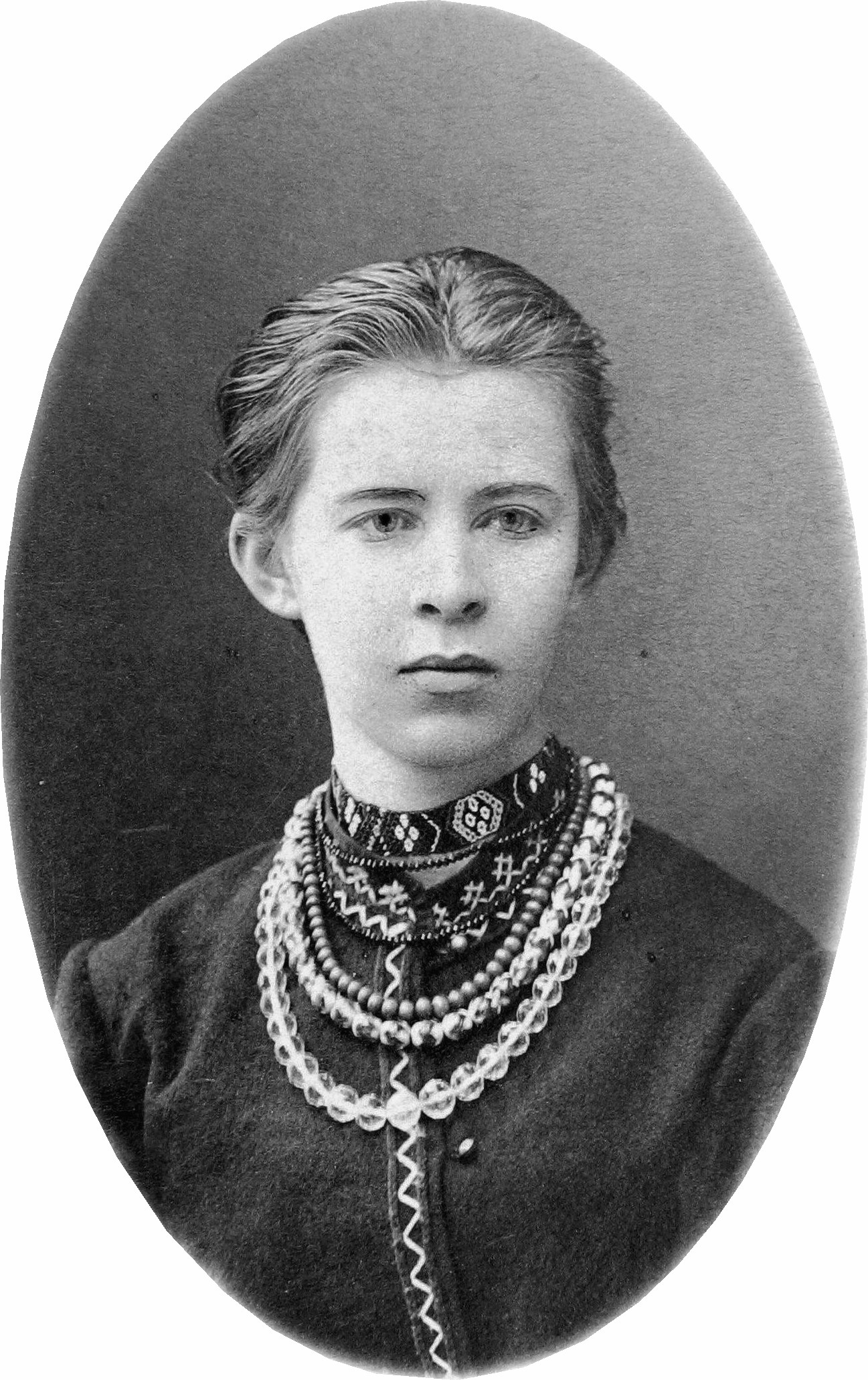
Retrato fotográfico de Lesya Ukrainka.

La Canción del Bosque es una obra teatral poética de tres actos compuesta por Lesya Ukrainka. Fue escrita en 1911, en la ciudad de Kutaisi, Georgia, y presentada en el 22 de noviembre de 1918, en el "Kyiv Drama Theater", o, en español, el Teatro de Drama de Kiev. Este trabajo es uno de los primeros prototipos de fantasía en la literatura ucraniana.

## Adaptaciones

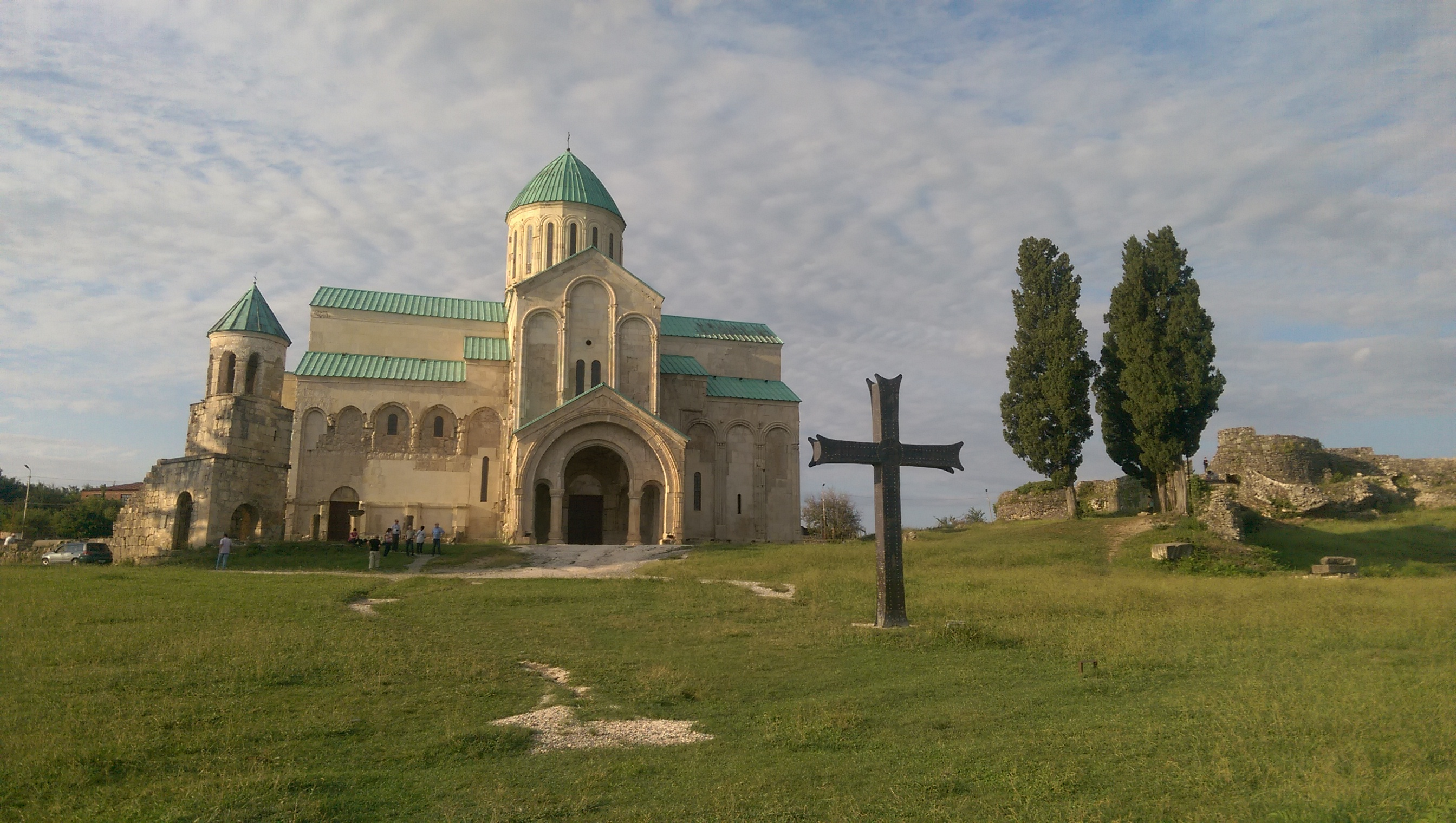
Kutaisi, donde fue escrito

- "Forest Song" es un ballet por el compositor ucraniano Mykhailo Skorulskyi, en 1936. Fue presentado por primera vez en 1946, en Kiev.
- "Forest Song" es una ópera por el compositor ucraniano Vitaliy Kireiko, en 1957. Fue presentado por primera vez en el Conservatorio de Kiev, en Kiev.

- "Forest Song" es un ballet por el compositor Herman Zhukovsky (libretto por M. Gabovych, dirección por O. Tarasov y O. Lapauri), que fue presentado por primera vez en el Bolshoi Theatre de los Estados Unidos, en 1961.
- "Forest Song" es una ópera por el compositor ucraniano Myroslav Volynskyin. Fue presentado por primera vez en el "Kamianets-Podilskyi" en el "Opera in Miniature Festival", o, el Festival de la Ópera en Miniatura.[2]
- "The Forest Song" es un videojuego americano.

Bandera de Ucrania

## Adaptaciones para la pantalla
| Año  | Título                         | Director                        | Mavka               | Lukash              | Estudio                | Notas                  |
| ---- | ------------------------------ | ------------------------------- | ------------------- | ------------------- | ---------------------- | ---------------------- |
| 1961 | "Forest Song"                  | Viktor Ivchenko                 | Rayisa Nedashkivska | Volodymyr Sydorchuk | Dovzhenko Film Studios | -                      |
| 1976 | "Forest Song"                  | Alla Hrachova                   | Halyna Ostapenko    | Borys Romanov       | Kyivnaukfilm           | corta película animada |
| 1980 | "Forest Song. Mavka"           | Yuri Ilyenko                    | Lyudmila Yefimenko  | Victor Kremliov     | Dovzhenko Film Studios | -                      |
| 2023 | "Mavka. La Canción del bosque" | Oleksandra Ruban, Oleh Malamuzh | Natalka Denysenko   | Artem Pyvovarov     | Animagrad              | película animada       |